# 버지니아 스태블럼
버지니아 스태블럼(Virginia Stablum, 1998년 2월 17일 ~ )는 이탈리아의 미인 대회 우승자이다. 그녀는 미스 유니버스 이탈리아 2022 타이틀을 획득했으며 2022년 미스 유니버스에 이탈리아를 대표했다.